# Batracologie
La batracologie (ou batrachologie) est une branche de la zoologie, ayant pour objet d'étude les amphibiens. C'est une sous-branche de l'herpétologie, l'étude de « tout ce qui rampe » à savoir l'ensemble des amphibiens, et l'ensemble des reptiles.